# Francia Oriental
Para la historiografía medieval, Francia Oriental (en latín Francia orientalis) o Reino de los francos orientales (regnum Francorum orientalium) constituye el primer Estado en la formación de la monarquía en Alemania, que existió entre 843 y 962. Francia Oriental se creó a partir de la división del Imperio carolingio, tras la muerte de Luis I el Piadoso, pero la división este-oeste «se consolidó gradualmente en la creación de dos reinos separados».

## Historia

Los reinos francos tras la partición de Verdún.

En el Tratado de Verdún de 843, los hijos de Luis el Piadoso (fallecido en 840), Lotario I, Carlos II el Calvo y Luis II de Germania "el Germánico", pusieron fin a la guerra entre ellos y compartieron el poder. Lotario obtuvo el título de emperador de Occidente y Mediana Francia, la parte central del Imperio carolingio, Carlos la parte occidental y Luis la oriental. Tras la muerte de Luis IV de Germania "el Niño" el último rey carolingio de Francia Oriental, en 911, la elección de Conrado I de Germania como rey fue un paso importante hacia la individualización de un reino de Germania. Este desarrollo se completó en 962 cuando el rey Otón I (Emperador del Sacro Imperio Romano Germánico) fue coronado Emperador de Germania.

### El declive del Imperio franco
La división de 843 fue principalmente una división de poder. Correspondió a las costumbres francas y no se entendió como el fin del Imperio franco. 
Tras 46 años de reinado, Carlomagno muere en 814 en Aquisgrán. Siguiendo sus deseos, su hijo Luis el Piadoso intentó consolidar la unidad del Imperio. Apoyado por la Iglesia, adoptó la Ordinatio Imperii en 817 para encontrar un equilibrio entre la costumbre germánica de dividir el territorio entre todos los hijos del soberano y el objetivo de preservar la unidad imperial: Sus dos hermanos, Pepino y Luis el Germánico ejercieron sólo una autoridad limitada como reyes del Aquitania (Pepino) y de Baviera (Luis).
Sin embargo, los planes de Luis el Piadoso se vieron frustrados ya en 829 para satisfacer las ambiciones de Charles el Calvo, hijo de su segundo matrimonio con Judith de Baviera. A continuación se produjeron enfrentamientos que sólo concluyeron con la firma del Tratado de Verdún. Aunque no hubo intención de establecer una división real, a partir de entonces las partes occidental y oriental del Imperio se desarrollaron por separado. Esto se vio especialmente reforzado:
- por un lado, por las luchas internas por el poder dentro de la dinastía carolingia, que enfrentaron a las partes occidental y oriental del Imperio;
- por otro lado, los ataques de normandos, sarracenos y húngaros, que llevaron a una pérdida de prestigio de la dinastía carolingia y a la búsqueda de nuevos gobernantes locales en cada uno de los reinos.

### Los carolingios de Francia Oriental
Luis el Germánico había obtenido la parte inferior y menos desarrollada del Imperio, pero podía referir sus derechos a la investidura de los obispos. Hizo de los palacios reales de Ratisbona y Fráncfort del Meno los principales centros de su poder. Mediante su política matrimonial, trató de vincular a su familia con la aristocracia local. En 846, organizó un ejército para ir a Gran Moravia e instalar al príncipe cristiano Ratislav; Sin embargo, la colonización germánica de los territorios habitados por eslavos ("Wendes") al este se detuvo a orillas de los ríos Elbe y Saale (Límites Sorábicos).
La muerte del emperador Lotario I en el 855 provocó nuevos enfrentamientos con Carlos el Calvo por el futuro del reino de la Francia Media y la sucesión al trono imperial. El Tratado de Meerssen concluido en 870 establecía la división de Lotaringia (Lotharii regnum), el reino de Lotario II de Lotaringia fallecido, entre sus dos tíos Carlos y Luis. Carlos el Calvo adquirió los reinos de Italia y Borgoña en el 875 y fue coronado emperador por el papa Juan VIII en Roma. Al año siguiente, Luis el Germánico murió en el conflicto por la corona.
Los hijos de Luis, Luis el Joven, Carlomán de Baviera y Charles III el Gordo aseguraron la sucesión. En 880, en virtud del Tratado de Ribemont, toda Lotaringia cayó en manos de Francia Oriental; la frontera entre Germania y Francia se mantuvo hasta la política de Reuniones dirigida por Luis XIV de Francia en XVII. Tras la muerte de sus dos hermanos  Carlos el Gordo gobernó en solitario desde 882 y, tras la muerte de sus primos Luis III (rey de los francos) (fallecido en 882) y Carlomano II (fallecido en 884), reyes de los francos, pudo restaurar la unidad del Imperio carolingio durante un breve periodo de tiempo. El ejercicio del poder se desplazó hacia el este, mientras que el oeste seguía viéndose afectado por las incursiones normandas. No obstante, la inacción del emperador mermó su prestigio, de modo que su sobrino Arnulfo de Carintia, hijo ilegítimo de Carlomán de Baviera, logró derrocarlo poco antes de su muerte en 888.
En todo el Imperio, la autoridad de la dinastía carolingia quedó permanentemente dañada. En Francia Occidental, el conde Eudes de París fue elevado al título de rey con la ayuda de los normandos; tanto él como su oponente Charles III el Simple intentaron legitimar su gobierno con Arnulfo, que fue coronado emperador en 896. Tras su muerte en 899, su hijo Louis IV, de siete años, fue nombrado rey de Francia Oriental. Fue el arzobispo Hatton de Maguncia quien ejerció el poder, mientras los dominios del reino eran devastados por los ataques magiares bajo el liderazgo del gran príncipe Árpád. Luis IV el Niño, el último gobernante carolingio de Francia Oriental, murió en 911, con sólo 18 años.

### La elección de Conrado I y la afirmación de los ducados
En 911, los nobles de Sajonia, Franconia, Baviera y Suabia dejaron de seguir la tradición de elegir a un rey de la dinastía carolingia para gobernarlos y, el 10 de noviembre de 911, eligieron a uno de los suyos como nuevo rey. Como Conrado I era duque de Franconia, tuvo grandes dificultades para establecer su autoridad sobre ellos. El duque Enrique de Sajonia permaneció en rebelión contra Conrado I hasta 915 y la lucha contra Arnulfo, Duque de Baviera, le costó la vida a Conrado I. En su lecho de muerte, Conrado I eligió a Enrique de Sajonia como el sucesor más capaz. Esta realeza pasó de la francos a los sajones, que habían sufrido mucho con las conquistas de Carlomagno.

### Enrique I
Enrique, que fue elegido rey por los sajones y francos en solitario en Fritzlar, tuvo que someter a los demás duques y se concentró en crear un aparato estatal que fue plenamente aprovechado por su hijo y sucesor Otón I (Emperador del Sacro Imperio Romano Germánico. A su muerte en julio de 936, Enrique evitó el colapso del poder real, como había ocurrido en Francia Occidental, y dejó un reino mucho más fuerte a su sucesor Otton I.

### Otton I
Otton I fue coronado emperador en Roma en 962, marcando el comienzo de la era del Sacro Imperio Romano Germánico.

## Toponimia
La palabra Francia sólo se utilizó para designar el reino de los francos orientales mientras el trono estuvo ocupado por carolingios pero este uso del término coexiste con un significado más restrictivo correspondiente a las zonas pobladas o colonizadas por francos: así, las escrituras de Carlos III el Gordo y Arnulfo de Carintia denominan Francia sólo a la parte germánica del reino oriental o a la totalidad de éste cuando se rehace la unidad. El reino de los francos orientales se denomina Francia en los Anales de Fulda, en la continuación del Breviarum Erchanberti compuesta en la Abadía de Reichenau]', en los Anales de Xanten.
En el siglo XIX, en el reino oriental, Francia podía referirse por tanto a todo el reino o a una parte de él, en cuyo caso el término se refiere a la Francia del Main o Franconia (Mainfranken) y a la Francia del Rin o Lotharingia (Rheinfranken), en contraposición a los territorios de los pueblos germánicos sometidos por los francos : Alemania, Baioaria, Frisia, Saxonia.
De hecho, el término Francia Oriental es anterior al reino confiado a Luis el Germánico: en 805, los Annales de Metz hablan de los orientales Franci, al igual que los Annales royales, los llamados Annales de Éginhard, este último en su Vita Karoli. El término Francia Oriental se refería antes del año 843 a las zonas pobladas por francos étnicos, a saber, la Francia del Main o Franconia (Mainfranken) y la Francia del Rin o Lotharingia (Rheinfranken). Hacia 840, la Passio Kiliani sitúa a Wurzburgo en el territorio de los australes Franci'.
Carlos III el Gordo sería el último rey de Oriente en referirse a su reino como "orientalis Francia" y los soberanos de la dinastía sajona abandonaron cualquier referencia a Francia al referirse a su reino. Muy raramente utilizaron el título de rey de los francos a diferencia de sus homólogos occidentales, por ejemplo en el Tratado de Bonn de 921 que citaba al rex occidentalium Francorum (rey de los francos occidentales) y al rex orientalium Francorum (rey de los francos orientales). Otón de Freising afirmaba que la Francia Orientalis o Francia Oriental pasaba a llamarse Teutonicum regnum Relaciona el cambio de terminología con la llegada al poder de la dinastía sajona
El término, utilizado a veces en el curso de las gestas, se refería entonces sólo a la Franconia Principal, que, quizás desde mediados del siglo XI y ciertamente desde el primer cuarto del siglo XII, comenzó a llamarse Franconia. La misma especialización del término Franconia se puede encontrar en fuentes historiográficas como la vida de Enrique II del Sacro Imperi de Adalberto, la Gesta de los arzobispos de Magdeburgo, la biografía de Otón de Bamberg de Herbord. Además, la oposición entre Francia occidentalis y Francia orientalis sólo se utilizó para oponer la Francia del Meno (Franconia) y la Francia del Rin (Lotaringia) en un diploma de Otón I del Sacro Imperio Romano Germánico conservando la palabra Francia en Germania un significado esencialmente étnico por analogía con los nombres de otros pueblos germánicos. De hecho, en el reino occidental que abarcaba el territorio original de los francos, a partir del siglo VII, el término "franco" perdió toda connotación étnica en las fuentes. Esta pérdida se explica por los matrimonios mixtos entre galorromanos y francos y por el alistamiento de no alemanes en el ejército. Sólo el reino occidental conservó el nombre de Francia o France.
La no utilización de la palabra Francie para designar el reino oriental se explica por la distinción que se hace entre Francs en el sentido étnico del término en el este y Francs en el sentido político del término en el oeste: [Liutprand de Cremona contrapone así los Franci Teutonici de la Francia oriental a la Francia occidental, Francia quam Romanam dicunt, expresión que tiene su siglo XI homóloga en la Latina Francia de Wipo y Brunon de Merseburg>. 
Del mismo modo en el siglo X y XI aparece en el espacio germánico la idea de que los francos orientales germánicos deben distinguirse de los francos occidentales o franceses con Lampert de Hersfeld que evoca la Francia Theutonica y Ekkehard de Aura que distingue claramente los Franci o francos de los Francigenæ o franceses. Los clérigos del siglo XII tuvieron cuidado de distinguir los francos de los franceses: así, para Geoffroi de Viterbo, la vera Francia es la región entre Mosa y Main. Y Guillermo de Malmesbury señala que los habitantes de Lotaringia, los de Alemania y "otros pueblos transrhinianos" querían llamarse Franci o francos para distinguirse de los Galli o franceses.

## Límites

Mapa de la división de Francia establecido en Verdún en 843.

En agosto de 843, tras tres años de guerra civil después de la muerte de Luis el Piadoso en junio de 840, sus hijos y herederos firmaron por fin el Tratado de Verdún. Su tocayo, Luis el Germánico, recibió la porción oriental, germanohablante en su mayoría. Los Annales fuldenses, contemporáneos a los hechos, describen la división del reino «en tres partes» y Luis «accediendo a la parte oriental». Los Annales Bertiniani, de Francia Occidental, hablan de la extensión de las tierras de Luis: «en la asignación, Luis obtuvo todas las tierras más allá del Rin, pero en este lado, también las ciudades de Espira, Worms y Maguncia con sus condados». El reino de Francia Occidental fue entregado al hermanastro más joven de Luis, Carlos el Calvo y, entre ambos, fue creado el reino de Francia Media, incorporando además Italia para el primogénito del emperador Lotario I.
Mientras que Francia Occidental y Media contenían «el corazón de las tierras tradicionales de los francos», Francia Oriental estaba formada en su mayoría por anexiones territoriales efectuadas durante el siglo VIII. Aquí se incluían los ducados de Alemannia, Baviera, Sajonia y Turingia, así como las Marcas danesa y eslava. Regino de Prüm, contemporáneo de los hechos, escribió que «pueblos diferentes» (diversae nationes populorum) de Francia Oriental, en su mayoría germano y eslavohablantes, podían ser «distinguidos entre sí por raza, costumbres, lengua y leyes» (genere moribus lingua legibus).

## Monarquía
Los símbolos del poder carolingio habían sido divididos por Luis el Piadoso entre sus hijos leales, Carlos y Lotario. Luis el Germánico, entonces en rebelión, no recibió ninguna de las joyas de la corona o de los libros asociados con la monarquía carolingia. De este modo, todos los símbolos y rituales del nuevo Estado tuvieron que ser creados de cero.
Desde fechas anteriores, el Reino de Francia Oriental disponía de una noción de elección real más desarrollada que su vecino del oeste. En torno al año 900, se creó una liturgia (ordo) para la coronación del rey. Requería que el coronador preguntara al «príncipe designado» (princeps designatus) si estaba dispuesto a defender a la iglesia y al pueblo, y entonces preguntaba al pueblo si estaba dispuesto a someterse al príncipe y obedecer sus leyes. El pueblo entonces clamaba, Fiat, fiat! («¡Así se haga!»), un acto posteriormente conocido como «Reconocimiento». Este es el más antiguo ordo con reconocimiento, y fue incorporado posteriormente al influyente Pontificale Romano-Germanicumin.
En junio de 888, el rey Arnulfo convocó un concilio en Maguncia. A él asistieron los tres arzobispos del Reino de Francia Oriental Wilbert de Colonia, Liutbert de Maguncia y Ratbodo de Tréveris y los arzobispos francos de Francia Occidental de Reims (Fulk) y Ruan (Juan I) junto con los obispos de Beauvais y Noyon. Según Walter Ullmann, la presencia de Francos Occidentales obedecía al «pensamiento eclesiástico» de los orientales, y el concilio pretendía adoptar las prácticas occidentales, siendo «la primera fase en el proceso de asimilación de las dos mitades de la herencia carolingia». En otro concilio que tuvo lugar en Trebur en 895, los prelados declararon que Arnulfo había sido elegido por Dios y no por los hombres, y Arnulfo, a cambio, juraba defender a la iglesia y a sus privilegios de sus enemigos. A la muerte de Arnulfo en 899, su hijo pequeño Luis fue coronado y puesto bajo la tutela del arzobispo Hatto I de Maguncia. La coronación de Luis fue la primera en la historia de Alemania. Cuando Luis murió a finales de septiembre de 911, el duque Conrado de Franconia fue elegido para sustituirle, convirtiéndose en el primer monarca germano en ser ungido.

## Reyes de Francia Oriental
- Luis II el Germánico (843-876)[a]
- Carlomán de Baviera (876-880), en Baviera
- Luis III el Joven (876-882), en Sajonia
- Carlos III el Gordo (876-887), en Suabia, luego toda Francia Oriental
- Arnulfo de Carintia (887-899)
- Luis IV el Niño (900-911)[b]
- Conrado I (911-918)

Enrique I el Pajarero fue el primer rey nativo en gobernar las tierras germanas, por lo que, antes del siglo XX, se le solía considerar como el fundador del Estado alemán medieval. Para la lista de sucesión véase el Anexo:Reyes y emperadores de Alemania.